# RoboCop 3 (computerspel)
RoboCop 3 (Japans: ロボコップ３) is een computerspel dat werd ontwikkeld door Probe Software en uitgegeven door Ocean Software. Het spel kwam in 1992 uit voor de Commodore 64, NES, SNES en de ZX Spectrum. Later volgde ook andere populaire homecomputers uit die tijd. Het spel is een horizontaal scrollend platformspel. De speler krijgt in het spel missies, zoals het bevrijden van een aantal gijzelaars. Tijdens het spel kan de levenskracht aangevuld worden. Het spel is meer een schietspel dan zijn voorgangers.

## Platforms
| Jaar | Platform                                       |
| ---- | ---------------------------------------------- |
| 1992 | Amiga, Commodore 64, NES, SNES, ZX Spectrum    |
| 1993 | Game Gear, SEGA Master System, Sega Mega Drive |

## Ontvangst
| Beoordeeld door                 | Platform        | Jaar | Score |
| ------------------------------- | --------------- | ---- | ----- |
| Computer and Video Games (CVG)  | Amiga           | 1992 | 94%   |
| Génération 4                    | DOS             | 1991 | 93%   |
| Génération 4                    | Atari ST        | 1991 | 93%   |
| Datormagazin                    | Amiga           | 1992 | 92%   |
| Zzap!                           | Commodore 64    | 1992 | 92%   |
| Amiga Action                    | Amiga           | 1992 | 90%   |
| Crash!                          | ZX Spectrum     | 1992 | 89%   |
| Pelit                           | Amiga           | 1992 | 89%   |
| Sinclair User                   | ZX Spectrum     | 1992 | 88%   |
| Micro News                      | Amiga           | 1991 | 85%   |
| Player One                      | SNES            | 1992 | 70%   |
| GamePro (USA)                   | NES             | 1992 | 70%   |
| ASM (Aktueller Software Markt)  | Amiga           | 1992 | 67%   |
| ASM (Aktueller Software Markt)  | Atari ST        | 1992 | 67%   |
| Electronic Gaming Monthly (EGM) | NES             | 1993 | 58%   |
| Power Unlimited                 | Sega Mega Drive | 1994 | 55%   |
| PC Games (Duitsland)            | DOS             | 1993 | 50%   |
| Nintendo Magazine System UK     | SNES            | 1992 | 48%   |
| Sega Force                      | Sega Mega Drive | 1993 | 43%   |
| Power Unlimited                 | Game Gear       | 1994 | 40%   |
| Just Games Retro                | SNES            | 2011 | 20%   |
| Sega-16.com                     | Sega Mega Drive | 2011 | 20%   |
| neXGam                          | SNES            | 2007 | 20%   |